# Fluor R.B. 2 (schip, 1970)
De Fluor R.B. 2 is een pijpenlegger die in 1970 bij Todd Shipyards werd gebouwd voor Fluor Ocean Services. Het beschikt over een horizontaal reel lay-pijpenlegsysteem. Daarnaast beschikt het over een Clyde 32 kraan met een capaciteit van 165 shortton vast en 127 shortton zwenkend.
De Fluor R.B. 2 was gebaseerd op het concept van Aquatic Contractors and Engineers. Deze had in 1961 een LST omgebouwd, de U-303, de eerste reel-lay-barge. Toen Aquatic in 1968 door Fluor werd overgenomen werd dit omgedoopt in R.B. 1.
In 1973 werd de Fluor R.B. 2 overgenomen door Santa Fe die het omdoopte naar Chickasaw. In 1975 verbrak de Chickasaw als eerste reelschip de 1000-voetgrens. Dit was onderdeel van een test door negen olie- en pijpleidingbedrijven.
Global industries nam schip over in 1990 en installeerde in 1993-94 een dynamisch positioneringssysteem. 
In 2011 werd Global Industries overgenomen door Technip die daarmee onder meer de Chickasaw in de vloot kreeg.